# Caserta
Caserta là một đô thị và thị xã của Ý. Đô thị này là tỉnh lỵ tỉnh Caserta trong vùng Campania. Caserta có diện tích km2, dân số theo ước tính năm 2010 của Viện thống kê quốc gia Ý là người. 
Các đơn vị dân cư:
Đô thị Caserta giáp với các đô thị: